# 南山区 (深圳市)
南山区（なんざん-く）は中華人民共和国広東省深圳市に位置する市轄区。

## 地理
深圳市の南西部、深圳湾に面しており、市内に蛇口港を有する。香港・マカオ・珠海市との玄関口となっている。

## 歴史
先史時代には、現在の南山地域は百越地だった。秦代では、南海郡の番禺県に属した。漢代初期は南越国の南海郡の番禺県に属し、武帝時代は南海郡の博羅県属していた。東晋の咸和6年（331年）に、南海郡から東官郡まで宝安・興寧などの6県はすべてここにあてはまり、中心部は南頭に置かれた。
南北朝時代では、南山地域は宝安県に属し、東官郡に属していた。隋は宝安郡に属し、広州総管府に最初に属し、その後、南海郡に属していた。唐の至徳2年（757年）、宝安県は南頭から涌城（現在の東莞莞城）に移され、その後、宝安県は東莞県と改称され、南山地域は東莞県に属し、広州都府に属した。五代十国時代の後梁の時代は、東莞県に属し、南漢では興王府に属していた。宋の開宝5年（972年）には、広州中都の上に、増城県に属していた。翌年、東莞県を復活させ、東莞県に属し、広州中都に属した。元朝には、南山地域は東莞県に属し、広州路に属していた。
明の万暦元年（1573年）は、東莞県が新安県を分割し、県庁は南山地域の南頭古代都市に位置していた。南山地域は新安県に属し、広州の州に属していた。清の康熙5年（1666年）から7年の間、清の海禁によって沿岸の新安県の移転境界が設置され、東莞県に移転された。南山地域は東莞県に属し、広州に属していた。康熙帝は8年間、移転命令（海禁）を廃止され、新安県の設立が再開された。中華民国元年（1912年）、南山地域は新安郡に属し、広東省に帰属する。 中華民国3年（1914年）1月、新安郡は河南省新安県と同じ名前で、広東省に属する南山地域である宝安県に改称された。その後、広東海道、広東省、広州行政評議会、中央地区リハビリテーション管理委員会、中央地区、第1区、第4区、第2区行政監察官事務所など、様々な行政区が設立された。
南山区は、いくつかの町や村を除いて、1970年代後半から急速に発展する前は主に農村地帯であった。今まで1700年近くは宝安県の郡庁所在地が郡内にある町であった。
1983年9月、南頭区が設立された。1年も経たないうちの1984年8月には、港に近い蛇口は、南山とは別の地区として分離されたが。1990年9月に再び2つの地区が統合され、現在の南山区がようやく形成された。
二十世紀末の南山区では、国内の他の地域からの大量の移民が移り住んできて、元の町の多くは開発のため改築された、その後は都市として知られるようになった。

## 経済
テンセント、ZTEなどの中国国内の大手ハイテク企業、とりわけハイテク企業は南山区に本社を持っている。百貨店チェーンのレン・レン・ルも南山区に本社を置いている。
南山区は深圳のハイテク産業拠点であるゆえに、管轄区域には、科学技術公園、リウ・シェンドン工業団地、その他の大規模なハイテクパーク、多くのハイテク企業がある。南山区は、電子、繊維印刷、染色、港湾倉庫、不動産、電力、観光、食品、機械加工、バイオエンジニアリング、新素材など、多様な産業システムが形成されている。
- 2015年には、南山区に1641のハイテク企業があり、深圳市全体の29.7%を占めた。ハイテク産業の生産額は4152億元（約6兆円）で、11%増加し、市の24.2%を占めた。 年間の特許出願件数は31308件で、2014年比36.9%増、発明特許16999件(54.3%)、実用新案特許9265件(29.6%)、外観特許は5044件(16.1%)、特許ライセンスは19339件(2014年比34.2%増)まで達した。
- 2018年には、中国国内の「百強区ランキング」（《2018年中国百強区発展白皮書》）が発表され、全国の区県の中では一位となった。
- 2019年の南山区のGDPは6103.69億元（約九兆円）となり、南山区が成立以来の三十年間では、過去の78倍の増加に至った。

### 行政区画
- 南頭街道
- 南山街道
- 沙河街道
- 蛇口街道

- 招商街道
- 粤海街道
- 桃源街道
- 西麗街道

## 交通
鉄道
- 1号線
- 2号線
- 3号線
- 4号線
- 5号線
- 6号線
- 6号線支線
- 7号線
- 8号線
- 9号線
- 10号線
- 11号線
- 12号線
- 13号線
- 14号線
- 16号線
- 20号線

## 観光
- 華僑城
- 深圳湾公園
- 深圳人材公園
- 中山公園
- 南頭古城

## 健康・医療・衛生
- 深圳大学総医院（中国語版）[4]
- 華中科技大学協和深圳医院（旧 深圳市南山区人民医院）
- 深圳市南山区蛇口人民院
- 深圳市南山区婦保健院
- 南方科技大学医院（旧 深圳市南山区西麗人民医院）